# Municipio de Newry
El municipio de Newry (en inglés: Newry Township) es un municipio ubicado en el condado de Freeborn en el estado estadounidense de Minnesota. En el año 2010 tenía una población de 450 habitantes y una densidad poblacional de 4,81 personas por km².

## Geografía
El municipio de Newry se encuentra ubicado en las coordenadas 43°48′29″N 93°6′53″O / 43.80806, -93.11472. Según la Oficina del Censo de los Estados Unidos, el municipio tiene una superficie total de 93.57 km², de la cual 93,47 km² corresponden a tierra firme y (0,11 %) 0,1 km² es agua.

## Demografía
Según el censo de 2010, había 450 personas residiendo en el municipio de Newry. La densidad de población era de 4,81 hab./km². De los 450 habitantes, el municipio de Newry estaba compuesto por el 97,33 % blancos, el 0,22 % eran afroamericanos, el 0,22 % eran amerindios, el 0,22 % eran asiáticos, el 1,78 % eran de otras razas y el 0,22 % eran de una mezcla de razas. Del total de la población el 3,33 % eran hispanos o latinos de cualquier raza.